# EVGA Corporation
EVGA Corporation (Extended Video Graphics Array, standard for skærmopløsning (1024x768)) er en virksomhed, der frem til september 2022 producerede Nvidia-baseret forbruger-hardware og bundkort til grafikvisning samt Intel-baserede bundkort. Virksomheden blev grundlagt i juli 1999, og dets nuværende hovedkvarter ligger i Brea, Californien.[kilde mangler] EVGA fortsætter med at producere også PC-strømforsyninger, herunder SuperNova G3.